# 京戸
京戸（きょうこ/けいこ）は、日本の律令制において、京に本貫を持った住民のこと。

## 概要
「京戸」の存在は、日本独自の制度とされている。日本の律令制がモデルとした唐の都長安の場合、関内道（後京畿道）－雍州（後京兆府）の下に万年県（西側）・長安県（東側）が設置され、他の地域と同様の道－州－県という地方制度の下に置かれていた。これに対し、日本の場合には大和国や山城国といった令制国とは別に京職と呼ばれる別の官司の管轄下に置かれていた（京職は「京」という都市空間において、国家機能を円滑に機能させるための維持・管理を行っており、京の地方行政のみを行っていた訳ではない）。
養老律令には、「京戸」という語はないが、令義解の戸令注釈（居狭条・穴記）より古令（大宝律令の令）に「京戸」の語が存在したことが知られている。また、『続日本紀』以降の六国史にも「京戸」の語が見られる。
日本のヤマト王権が律令国家を形成するにあたって、都城を建設して「京」を設け、戸籍・計帳を整備した。「京戸」の成立時期について、庚午年籍で導入されたとする説や藤原京の造営・整備が進められた飛鳥浄御原令・大宝律令の段階で導入されたとする説がある。京戸となった人々の由来については、様々な説があり、たまたま遷都によって京が置かれた地域に住んでいた元住民であったとする説や遷都時に都市の運営に必要な人口が全国から集められた説、遷都時に王権に奉仕していた官民が都に集められた説など様々な説がある。
京戸において中核を占めていたのは、貴族・官人層である。彼らは都城建設の際には宅地の班給を受け、その広さは位階に応じて定められていた。ただし、全ての貴族や官人が京戸であった訳ではない。彼らの多くは京以外の土地（氏の本拠地）に本貫地を持ち、本貫地から京に出て官に仕え、役目を終える（致仕）後は本貫地に戻ることが原則であったとみられている。ところが、蔭子・位子の仕組によって貴族・官人の世襲化が進展すると、本貫地との関係は希薄化して慣れ親しんだ京での永住を望むようになっていった。
また、皇親のうち、皇子・皇女が臣籍降下した場合には勅によって京（右京・左京）に貫附（本貫として戸籍に登録）された（歴史学上において京に貫付されることを特に「京貫」と呼ぶ）。なお、それ以外の皇親の多くを占める諸王（王・女王）には京戸として戸籍に登録された上で、宮内省とともに名簿を管理していた。更に、地方に本貫を持つ官人やその子孫でも個々の申請によって京貫が認められる場合もあった。こうした官人およびその子孫の申請によって京貫が認められた例は8世紀末期以後、記録上多く残されており、律令国家側もこれまでの働きに対する国家からの「恩恵」として限定的に京貫を認めていたとみられている。勿論、こうした貴族・官人層のみでは、京は都市機能を維持することはできず、相当数の庶民が居住して京戸として貫付されていたと考えられている（こうした庶民の中にも労役などによって本貫地から一時的に京に出てきている者が含まれており、全てが京戸だった訳ではない）。
なお、国家による正当な京貫以外の京戸の増加、例えば外部からの浮浪・逃亡が隠首・括出によって編附する（戸籍などに登録して租税などを納めさせる）ことを認めていなかったが、反対に京戸が浮浪・逃亡した場合に戸籍・計帳から除帳（戸籍などから除く）するのも国家の権限とされていた。だが、除帳がほとんど行われなかったことや更に度重なる遷都によって京戸の中には新しい土地へ移るのを嫌って旧京（平城京など）に引き続き留まるものもおり、戸籍・計帳と実態の違いが大きくなっていった。また、絶戸や無身戸の放置は京以外から入ってきた浮浪人が他人の名を冒して京戸となる可能性、更に貴族階層が属する氏（藤原氏など）に入り込んで不法に官位を獲得する危険性もあった。そのため、貞観18年（876年）には除帳の権限を実際に戸籍・計帳を管理する京職に委ねられ、これによって是正が実施された。貴族・官人を中心とした京貫と浮浪・逃亡（主に庶民層）の除帳によって、京戸の中に貴族・官人が占める割合が増加していくことになった。
京職は右京職・左京職から構成され、その下に置かれた坊令・坊長によって京戸は条坊単位で支配された。税制上は他の畿内諸国と同様に調は規定の半分・庸は免除されていた。ただし、早くから調や雑徭の銭納が認められていた。一方、口分田も支給されていたが、京内に口分田が設けられなかったために代替として畿内諸国に班田されたため、京戸の住人自身が実際にその土地で耕作していたのかどうかは不明である。
だが、戸籍・計帳に基づく民衆支配が形骸化していった10世紀中期ごろから、「京戸」の存在意義が失われていったと考えられている。